# Cố Hoành Trung

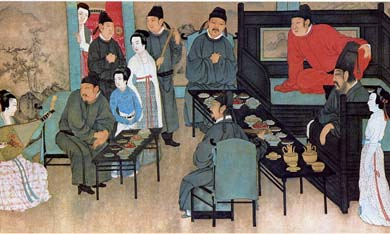
Hàn Hi Tái dạ yến đồ (trích đoạn)

Cố Hoành Trung (phồn thể: 顧閎中, giản thể: 顾闳中; 937 - 975), người Giang Nam, là một họa sĩ sống ở Nam Đường thời Ngũ Đại Thập Quốc, từng làm chức quan đãi chiếu (một chức quan văn nhỏ) trong viện hội họa của Nam Đường. Về mức độ nổi tiếng có thể coi là sánh ngang Chu Văn Củ.
Tác phẩm hội họa duy nhất của ông hiện còn lưu giữ được là Hàn Hi Tái dạ yến đồ (lưu giữ tại Cố cung bác vật viện ở Bắc Kinh). Người ta đồn rằng Cố Hoành Trung phụng mệnh của hậu chủ Nam Đường Nguyên Tông cùng Chu Văn Củ, Cao Thái Xung đột nhập vào phủ đệ của Hàn Hi Tái, tể tướng Nam Đường khi đó, để dò xét sinh hoạt phóng đãng ban đêm của ông này. Nhờ mắt thấy và khả năng ghi nhớ của mình mà ông đã vẽ lại thành bức tranh dài (trường quyển) Hàn Hi Tái dạ yến đồ. Các nhân vật trong bức tranh này được ông khắc họa lại rất sinh động.